# Fadengitter

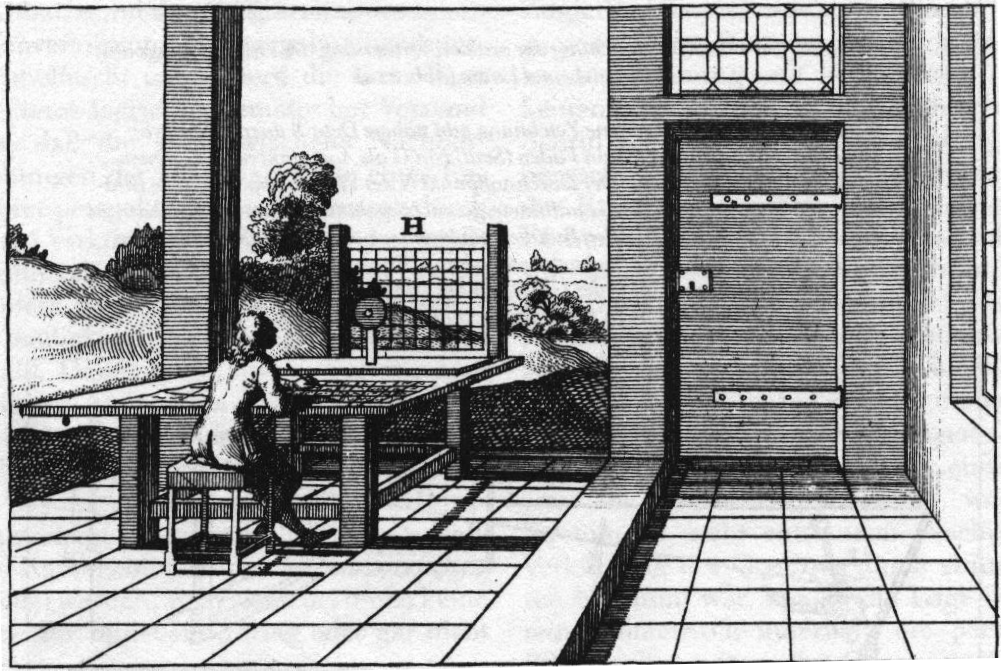
Fadengitter auf altem Stich (1710)

Das Fadengitter, auch lat. Velum (italienisch velo) und als graticula (deutsch ‚Rost‘ oder auch ‚Beichtgitter‘) bezeichnet.
Der Name kommt aus dem Lateinischen und bedeutet so viel wie „Vorhang, Segeltuch, Gardine“ (hier: „Tuch“ mit quadratischen Linien) und sollte als Schnittfläche zwischen dem Maler und seinem Malsujet gespannt werden, als Hilfsmittel, damit er sein Bildsujet besser abzeichnen und auf eine zweidimensionale Fläche übertragen kann.
Leon Battista Alberti definierte es in seinem zweiten Buch des Traktats Della Pittura (1435/1436), als ein Perspektivbehelf zur naturgetreuen Darstellung auf einer Zeichenebene mit Hilfe eines Rasters, das proportionale Abschätzungen erlaubt, die dann auf das Blatt gezogen werden. Diese Abbildungsweise sieht die Übertragung von streckenrichtigen Figurenumrissen in ein parallelprojiziertes Abbild vor und ist vor allem für die Wiedergabe auf kleineren Bildträgern empfehlenswert.
Es handelt sich um ein transparentes Tuch, das als Hilfsmittel des Malers zwischen dem abzubildenden Gegenstand und seiner Person, auf einem Gestell angebracht wird. Darauf befindet sich ein mit Fäden durchwirktes quadriertes Raster. Dieses gibt einen Anhaltspunkt zur Übertragung des Malsujets, das möglichst zu einer genauen Wiedergabe des Vorbilds führen sollte. Dabei können geometrische Verkürzungen, die zu einer räumlichen Darstellung des Bildes führen, besonders gut übertragen werden. Den damaligen Erwartungen an ein Gemälde, einen Naturgegenstand möglichst realistisch wiederzugeben, kann nach Albertis Meinung ohne das Velum unmöglich zufriedenstellend entsprochen werden.

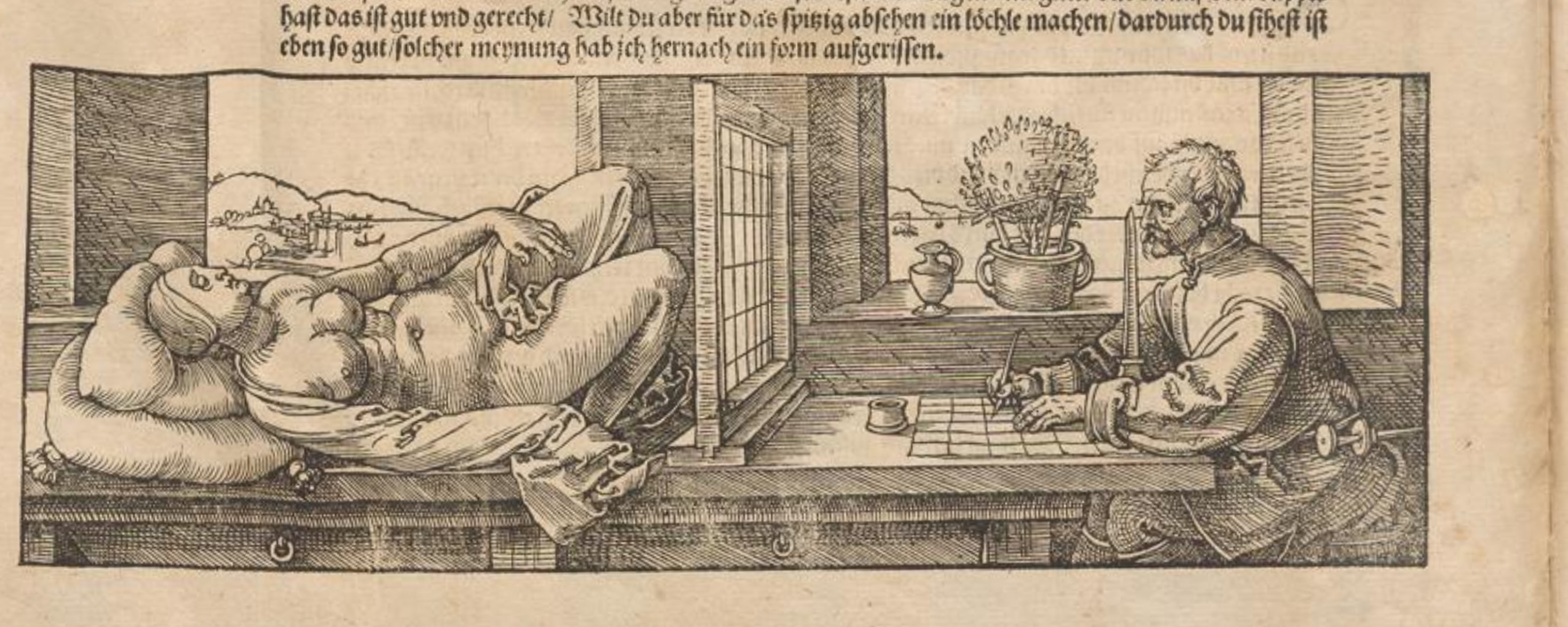
Vermessung einer Liegenden,
Albrecht Dürer (1525)

Eine Illustration dieser Vorrichtung fertigte Albrecht Dürer  später (1525) als Holzschnitt an und verbreitete so die Kenntnis darüber in Malerkreisen.